# 串本町
串本町（くしもとちょう）は、和歌山県東牟婁郡に属する町。本州最南端の潮岬を有している。

## 概要

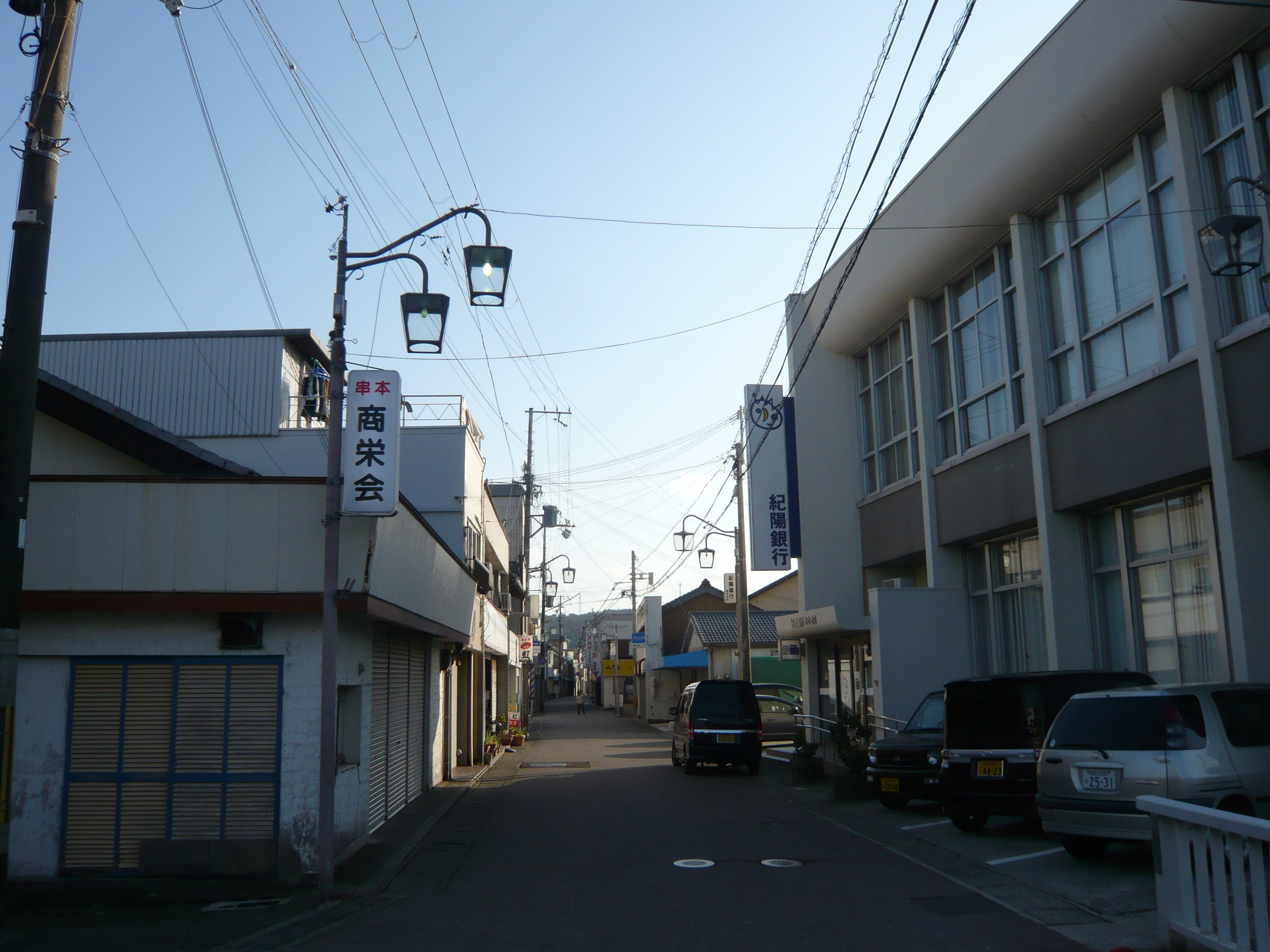
串本町中心部

紀伊半島の南端部に位置している。熊野灘の南端部に位置しているほか、古座川の上流域に紀伊山地が広がる。
最南端の潮岬がある部分は紀伊半島から突き出しており、串本の市街地は潮岬側と元来の陸を繋ぐ砂州の上にある（陸繋砂州、トンボロ）。また市街地の東側には紀伊大島があり、1999年（平成11年）9月に完成したくしもと大橋で結ばれている。
海岸部は吉野熊野国立公園地域に指定されている。また潮岬のほか国の天然記念物である橋杭岩や世界で唯一の「非サンゴ礁海域に存在するサンゴ礁」があり、日本初の海中公園にもなった。2005年（平成17年）11月8日には沿岸海域がラムサール条約に登録された。

## 地理

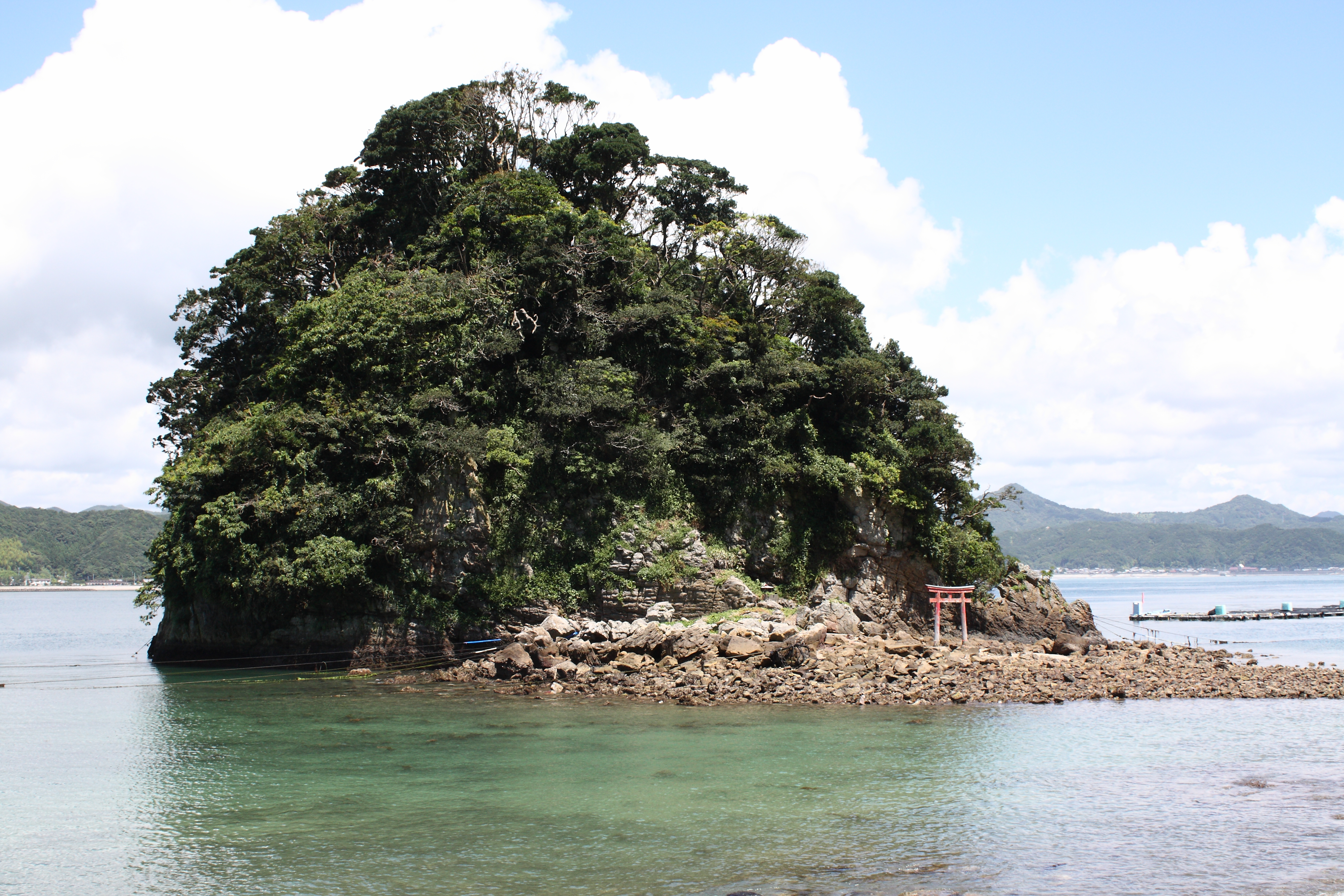
権現島

### 地形
山地
- 風吹山
- 重畳山

河川
- 古座川
- 鬮野川
- 田原川

海岸
- 熊野灘 - 今後発生が予測される南海トラフ巨大地震の際には、町内に最大10mの津波が到達することが予想されている[3]。
- 潮岬

島嶼
- 紀伊大島
- 九龍島と鯛島
- 権現島
- 通夜島

### 気候
海洋性気候で年中温暖だが、夏の気温はあまり上がらない。夏から秋にかけては台風の通過が多く、枕崎市（鹿児島県）、室戸市（高知県：室戸岬）などと並び台風銀座の一つである。
| 潮岬特別地域気象観測所（串本町潮岬、標高68m）の気候     | 潮岬特別地域気象観測所（串本町潮岬、標高68m）の気候 | 潮岬特別地域気象観測所（串本町潮岬、標高68m）の気候 | 潮岬特別地域気象観測所（串本町潮岬、標高68m）の気候 | 潮岬特別地域気象観測所（串本町潮岬、標高68m）の気候 | 潮岬特別地域気象観測所（串本町潮岬、標高68m）の気候 | 潮岬特別地域気象観測所（串本町潮岬、標高68m）の気候 | 潮岬特別地域気象観測所（串本町潮岬、標高68m）の気候 | 潮岬特別地域気象観測所（串本町潮岬、標高68m）の気候 | 潮岬特別地域気象観測所（串本町潮岬、標高68m）の気候 | 潮岬特別地域気象観測所（串本町潮岬、標高68m）の気候 | 潮岬特別地域気象観測所（串本町潮岬、標高68m）の気候 | 潮岬特別地域気象観測所（串本町潮岬、標高68m）の気候 | 潮岬特別地域気象観測所（串本町潮岬、標高68m）の気候 |
| 月                                                      | 1月                                                 | 2月                                                 | 3月                                                 | 4月                                                 | 5月                                                 | 6月                                                 | 7月                                                 | 8月                                                 | 9月                                                 | 10月                                                | 11月                                                | 12月                                                | 年                                                  |
| ------------------------------------------------------- | --------------------------------------------------- | --------------------------------------------------- | --------------------------------------------------- | --------------------------------------------------- | --------------------------------------------------- | --------------------------------------------------- | --------------------------------------------------- | --------------------------------------------------- | --------------------------------------------------- | --------------------------------------------------- | --------------------------------------------------- | --------------------------------------------------- | --------------------------------------------------- |
| 最高気温記録 °C （°F）                                  | 23.6 (74.5)                                         | 23.4 (74.1)                                         | 23.9 (75)                                           | 26.2 (79.2)                                         | 29.4 (84.9)                                         | 30.8 (87.4)                                         | 35.6 (96.1)                                         | 36.1 (97)                                           | 33.8 (92.8)                                         | 29.7 (85.5)                                         | 27.2 (81)                                           | 23.3 (73.9)                                         | 36.1 (97)                                           |
| 平均最高気温 °C （°F）                                  | 11.4 (52.5)                                         | 12.4 (54.3)                                         | 15.2 (59.4)                                         | 18.8 (65.8)                                         | 22.5 (72.5)                                         | 24.7 (76.5)                                         | 28.2 (82.8)                                         | 29.8 (85.6)                                         | 27.6 (81.7)                                         | 23.2 (73.8)                                         | 18.7 (65.7)                                         | 13.8 (56.8)                                         | 20.5 (68.9)                                         |
| 日平均気温 °C （°F）                                    | 8.3 (46.9)                                          | 8.8 (47.8)                                          | 11.6 (52.9)                                         | 15.6 (60.1)                                         | 19.3 (66.7)                                         | 22.1 (71.8)                                         | 25.7 (78.3)                                         | 26.9 (80.4)                                         | 24.6 (76.3)                                         | 20.3 (68.5)                                         | 15.5 (59.9)                                         | 10.6 (51.1)                                         | 17.5 (63.5)                                         |
| 平均最低気温 °C （°F）                                  | 5.2 (41.4)                                          | 5.3 (41.5)                                          | 8.2 (46.8)                                          | 12.3 (54.1)                                         | 16.6 (61.9)                                         | 19.9 (67.8)                                         | 23.8 (74.8)                                         | 24.8 (76.6)                                         | 22.1 (71.8)                                         | 17.7 (63.9)                                         | 12.4 (54.3)                                         | 7.5 (45.5)                                          | 14.6 (58.3)                                         |
| 最低気温記録 °C （°F）                                  | −3.6 (25.5)                                         | −5.0 (23)                                           | −2.2 (28)                                           | 1.5 (34.7)                                          | 7.3 (45.1)                                          | 12.5 (54.5)                                         | 15.3 (59.5)                                         | 18.1 (64.6)                                         | 14.2 (57.6)                                         | 7.7 (45.9)                                          | 2.5 (36.5)                                          | −2.0 (28.4)                                         | −5.0 (23)                                           |
| 降水量 mm （inch）                                      | 97.7 (3.846)                                        | 118.1 (4.65)                                        | 185.5 (7.303)                                       | 212.3 (8.358)                                       | 236.7 (9.319)                                       | 364.7 (14.358)                                      | 298.4 (11.748)                                      | 260.3 (10.248)                                      | 339.2 (13.354)                                      | 286.6 (11.283)                                      | 152.0 (5.984)                                       | 102.9 (4.051)                                       | 2,654.3 (104.5)                                     |
| 平均降水日数 （≥0.5 mm）                                | 7.1                                                 | 8.3                                                 | 11.8                                                | 11.4                                                | 11.9                                                | 15.8                                                | 12.9                                                | 12.4                                                | 13.2                                                | 12.0                                                | 9.3                                                 | 7.0                                                 | 133.1                                               |
| % 湿度                                                  | 58                                                  | 58                                                  | 62                                                  | 68                                                  | 75                                                  | 84                                                  | 86                                                  | 84                                                  | 78                                                  | 72                                                  | 64                                                  | 60                                                  | 71                                                  |
| 平均月間日照時間                                        | 192.5                                               | 187.9                                               | 198.6                                               | 201.9                                               | 193.2                                               | 132.4                                               | 193.2                                               | 234.8                                               | 176.8                                               | 169.8                                               | 177.5                                               | 194.0                                               | 2,255.9                                             |
| 出典：気象庁 (平均値：1991年-2020年、極値：1913年-現在) |                                                     |                                                     |                                                     |                                                     |                                                     |                                                     |                                                     |                                                     |                                                     |                                                     |                                                     |                                                     |                                                     |

### 地域
旧西牟婁郡串本町地区
- 旧西牟婁郡和深村地区 - 和深、里川、田子、江田
- 旧西牟婁郡田並村地区 - 田並、田並上
- 旧西牟婁郡有田村地区 - 有田、有田上、吐生
- 旧西牟婁郡串本町地区 - 高富、二色、鬮野川、サンゴ台、串本
- 旧西牟婁郡潮岬村地区 - 潮岬、出雲
- 旧東牟婁郡大島村地区 - 大島、須江、樫野

旧東牟婁郡古座町地区
- 旧東牟婁郡西向町地区 - 姫、姫川、伊串、西向、神野川、古田
- 旧東牟婁郡古座町地区 - 古座、中湊、上野山、津荷
- 旧東牟婁郡田原村地区 - 田原、佐部、上田原

### 人口
| |                                        |  |
| 串本町と全国の年齢別人口分布（2005年） | 串本町の年齢・男女別人口分布（2005年） |  |
| ■紫色 ― 串本町 ■緑色 ― 日本全国 | ■青色 ― 男性 ■赤色 ― 女性              |  |
| 串本町（に相当する地域）の人口の推移 \| 1970年（昭和45年） \| 27,141人 \| \| \| 1975年（昭和50年） \| 26,763人 \| \| \| 1980年（昭和55年） \| 26,256人 \| \| \| 1985年（昭和60年） \| 25,148人 \| \| \| 1990年（平成2年） \| 23,937人 \| \| \| 1995年（平成7年） \| 22,521人 \| \| \| 2000年（平成12年） \| 21,429人 \| \| \| 2005年（平成17年） \| 19,931人 \| \| \| 2010年（平成22年） \| 18,249人 \| \| \| 2015年（平成27年） \| 16,558人 \| \| \| 2020年（令和2年） \| 14,959人 \| \| |                                        |  |
| 総務省統計局 国勢調査より |                                        |  |
| 1970年（昭和45年） | 27,141人                               |  |
| 1975年（昭和50年） | 26,763人                               |  |
| 1980年（昭和55年） | 26,256人                               |  |
| 1985年（昭和60年） | 25,148人                               |  |
| 1990年（平成2年） | 23,937人                               |  |
| 1995年（平成7年） | 22,521人                               |  |
| 2000年（平成12年） | 21,429人                               |  |
| 2005年（平成17年） | 19,931人                               |  |
| 2010年（平成22年） | 18,249人                               |  |
| 2015年（平成27年） | 16,558人                               |  |
| 2020年（令和2年） | 14,959人                               |  |

### 隣接自治体
和歌山県
- 西牟婁郡：すさみ町
- 東牟婁郡：古座川町
- 東牟婁郡：那智勝浦町

## 歴史

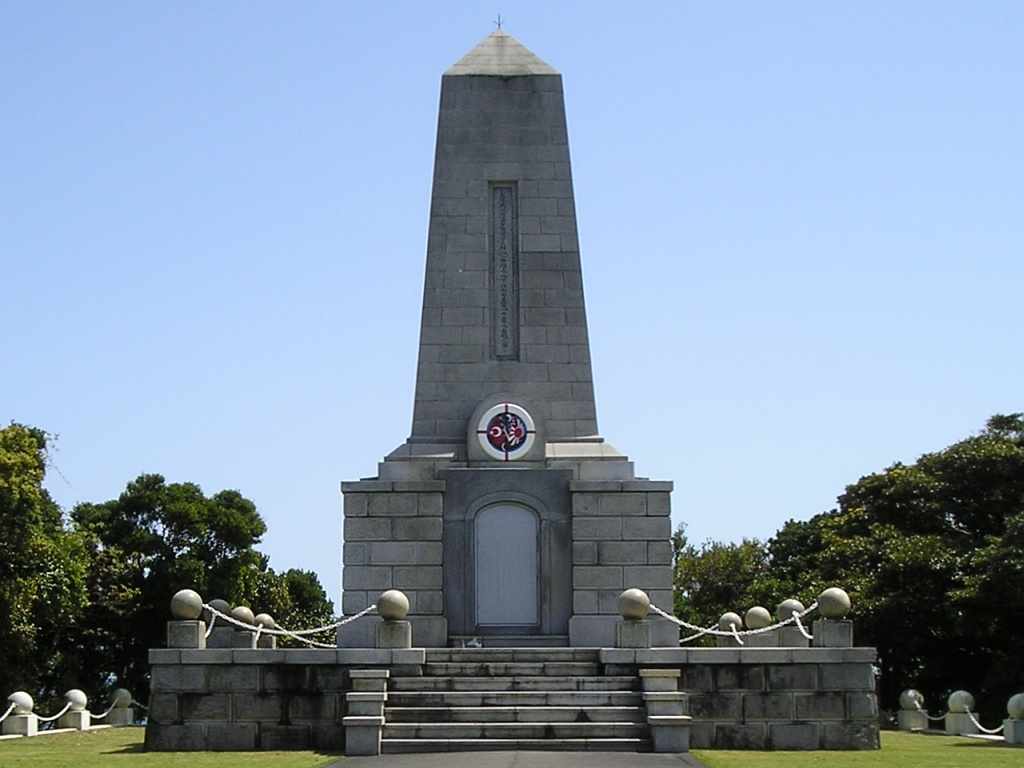
エルトゥールル号遭難事件慰霊碑

### 第一次西牟婁郡串本町時代
- 1889年（明治22年）4月1日 - 町村制の施行により、近世以来の串本浦が単独で自治体を形成して西牟婁郡串本村が発足する。
- 1890年（明治23年）9月16日 - エルトゥールル号遭難事件が発生する。
- 1907年（明治40年）11月12日 - 串本村が町制施行して串本町が発足する。
- 1924年（大正13年）6月30日 - 西牟婁郡富二橋村を編入。

### 第二次西牟婁郡串本町時代
- 1955年（昭和30年）7月2日 - 西牟婁郡串本町・田並村・有田村・潮岬村・和深村が新設合併し、改めて西牟婁郡串本町が発足する。
- 1958年（昭和33年）1月15日 - 東牟婁郡大島村を編入する。
- 1959年（昭和34年）9月26日 - 伊勢湾台風が潮岬に上陸。紀伊半島から東海地方を中心としたほぼ全国に甚大な被害をもたらし、明治以降の日本における台風災害で史上最悪となる死者・行方不明者5,098名（全国）の惨事となる。

### 東牟婁郡串本町時代
- 2005年（平成17年）4月1日 - 西牟婁郡串本町が東牟婁郡古座町と新設合併して東牟婁郡串本町が発足。旧串本町は西牟婁郡に属していたが、広域行政や経済面などで新宮市および東牟婁郡との結びつきが比較的強かった歴史的経緯から、合併にあわせて東牟婁郡に変更した。
- 2021年（令和3年）7月26日 - サンゴ台にある海抜約50メートルの高台に新庁舎が開庁。旧庁舎の本館が老朽化しており、また所在地の海抜も約3メートルと低く、大地震による津波発生時には大規模な浸水被害が予想されたためである。[6][7]

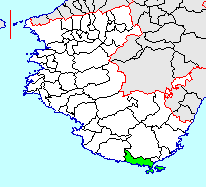
旧・古座町と合併前の旧・串本町の範囲
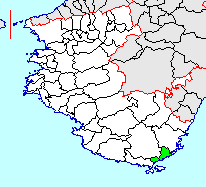
旧・串本町と合併前の旧・古座町の範囲

## 行政

### 町長
- 田嶋勝正（2009年5月1日～ 5期目）

### 町議会
串本町議会
- 定数 - 12人

### 姉妹都市・提携都市
姉妹都市
- ヤカケント（トルコ共和国 サムスン県）
- メルスィン（トルコ共和国 メルスィン県）
- ヘメット（アメリカ合衆国 カリフォルニア州）

## 施設

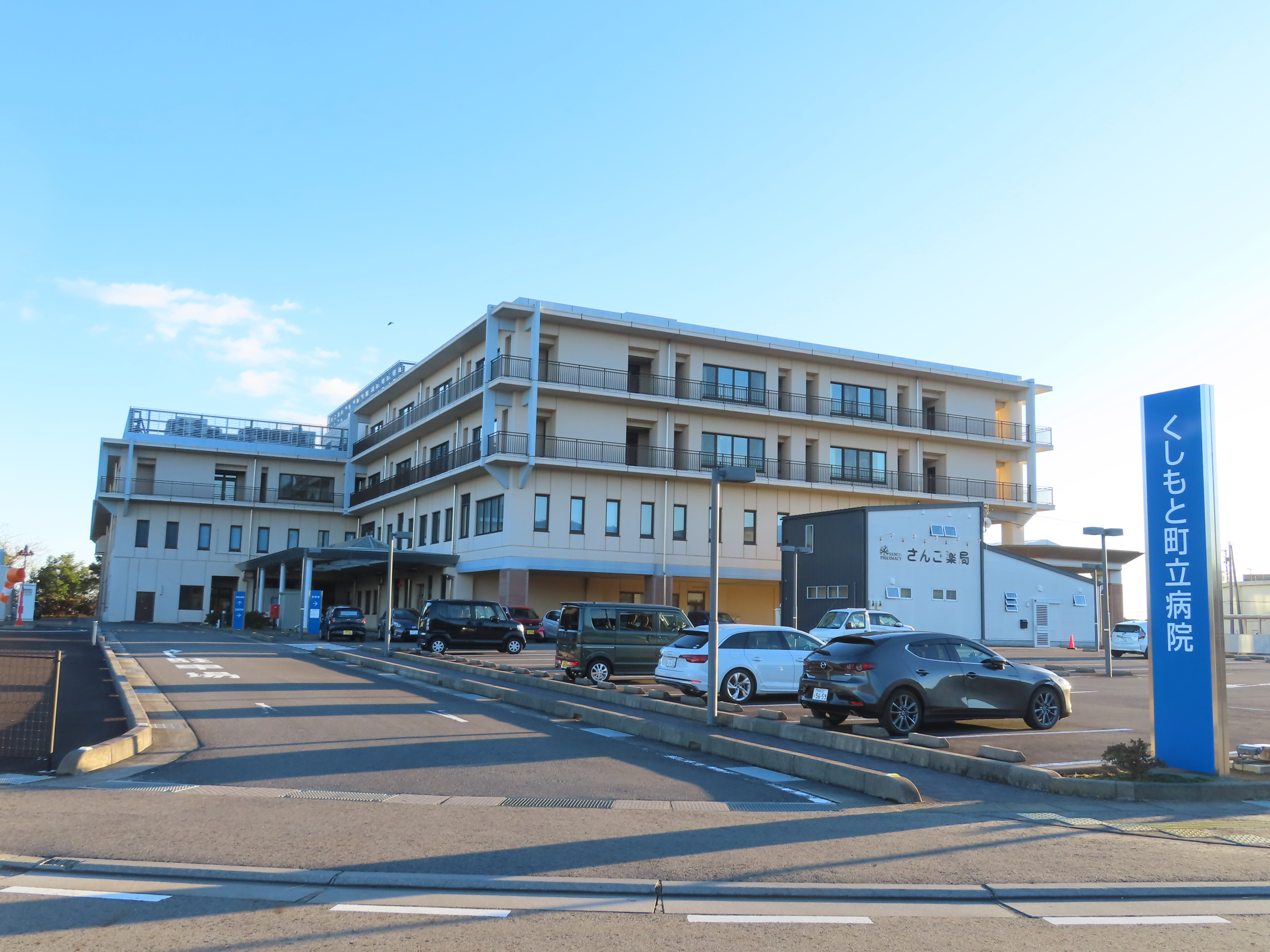
くしもと町立病院

### 国家機関
- 串本分屯基地
- 和歌山地方検察庁田辺支部
  - 串本区検察庁
- 串本簡易裁判所
- 田辺海上保安部
  - 串本海上保安署

### 警察
- 和歌山県新宮警察署（新宮市）[8]

交番
- 古座交番（串本町西向）

警察官駐在所
- 潮岬警察官駐在所（串本町潮岬）
- 田並警察官駐在所（串本町田並）
- 和深警察官駐在所（串本町和深）
- 大島警察官駐在所（串本町大島）

### 消防
本部
- 串本町消防本部

消防署
- 串本消防署

### 医療
主な病院
- くしもと町立病院

### 郵便局
主な郵便局
- 大島郵便局
- 串本郵便局
- 潮岬郵便局

### 図書館
- 串本町図書館
  - 古座図書館

### 文化施設
交流施設
串本町文化センター
博物館
- トルコ記念館
- 日米修交記念館

美術館
- 串本応挙芦雪館

### 運動施設
- 串本町立体育館
- 串本町総合運動公園 サン·ナンタンランド

### 中継局
- NHK古座中継局
- NHK潮岬テレビ中継局
- 串本中継局

## 経済

### 第一次産業

#### 農業
温暖な気候を利用したイチゴ、ポンカン栽培が盛んで、それぞれ「くろしおイチゴ」「くろしおポンカン」としてブランド化している。また、大島では古くからキンカンが特産品となっている。
- イチゴ
- ポンカン
- キンカン

#### 漁業
カツオ漁が盛んで、「しょらさん鰹」としてブランド化している（しょらさんとは串本の方言で、「優しい人」の意味）。また、マグロやトビウオ、サンマなどの水揚げも盛ん。
- カツオ
- マグロ
- トビウオ
- サンマ

### 第三次産業

#### 宇宙
- スペースポート紀伊

スペースワン社運用のもと、小型ロケットで人工衛星を打ち上げる商業宇宙輸送サービスを提供することを目的として建設された、日本初の民間ロケット発射場。

## 教育

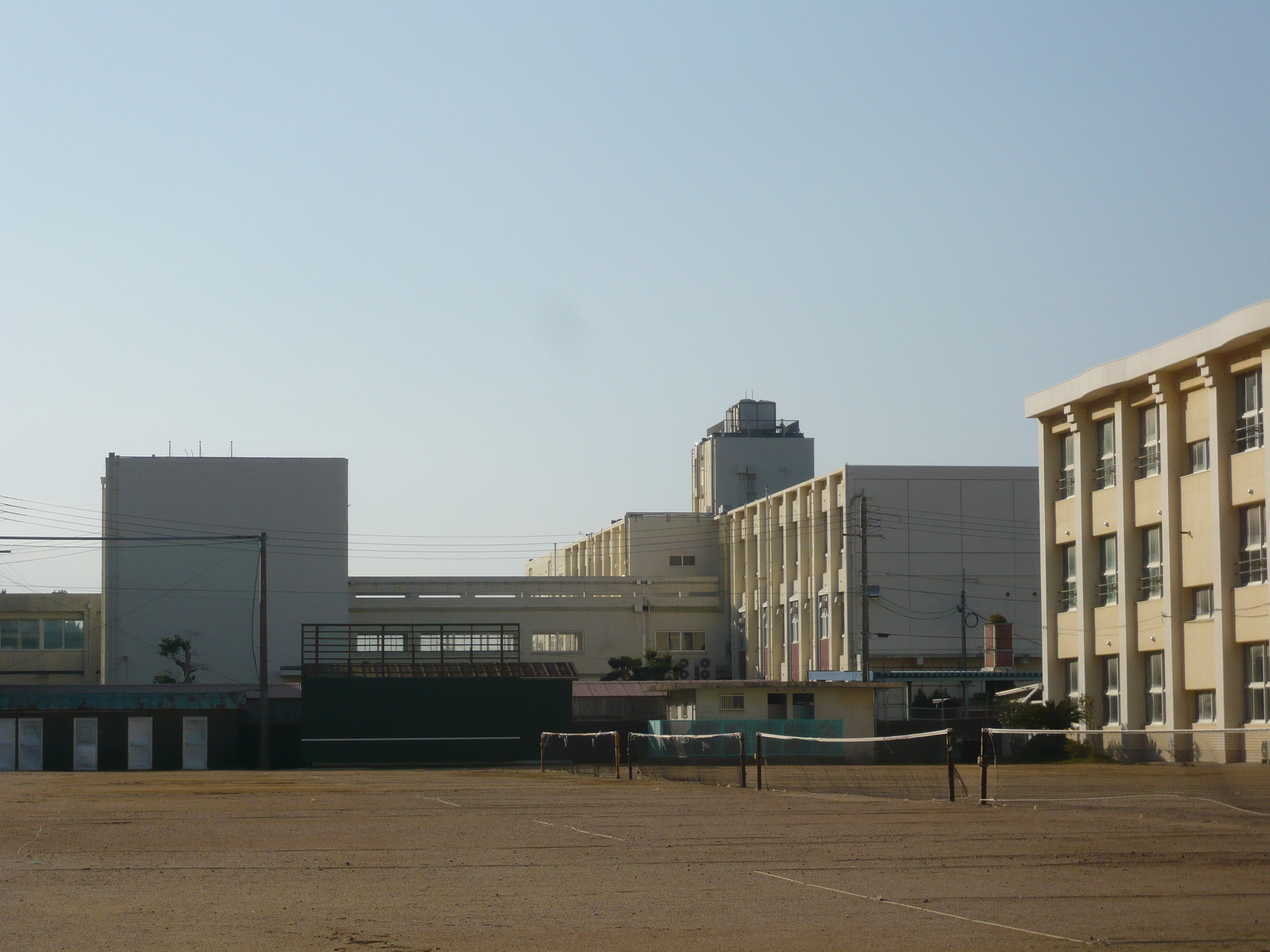
和歌山県立串本古座高等学校

### 高等学校
- 和歌山県立串本古座高等学校

### 中学校
- 串本町立串本中学校
- 串本町立串本西中学校
- 串本町立潮岬中学校
- 串本町立西向中学校

### 小学校
- 串本町立出雲小学校
- 串本町立大島小学校
- 串本町立串本小学校
- 串本町立串本西小学校
- 串本町立古座小学校
- 串本町立潮岬小学校
- 串本町立田原小学校
- 串本町立橋杭小学校
- 串本町立西向小学校

## 交通

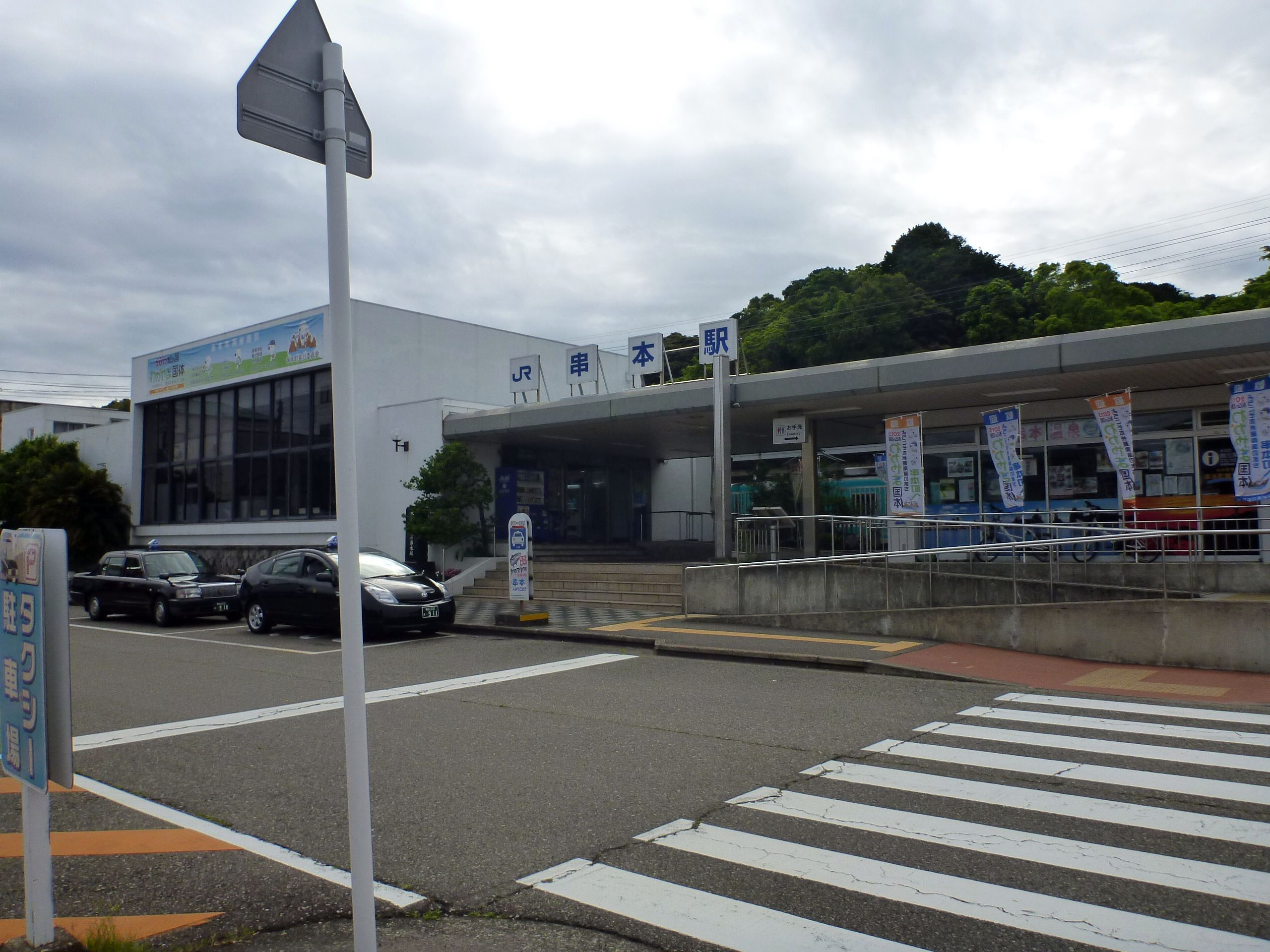
串本駅

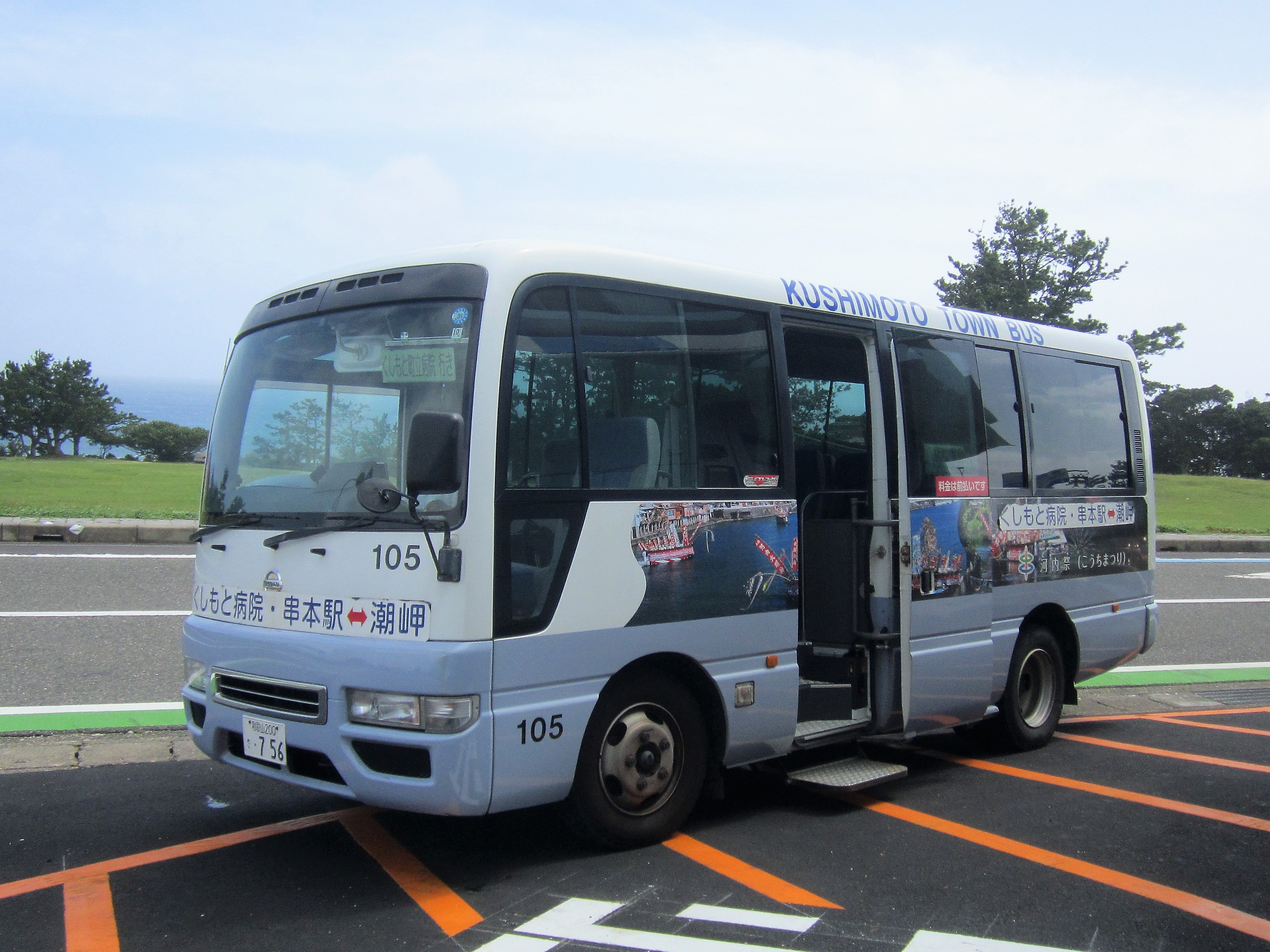
串本町コミュニティバス

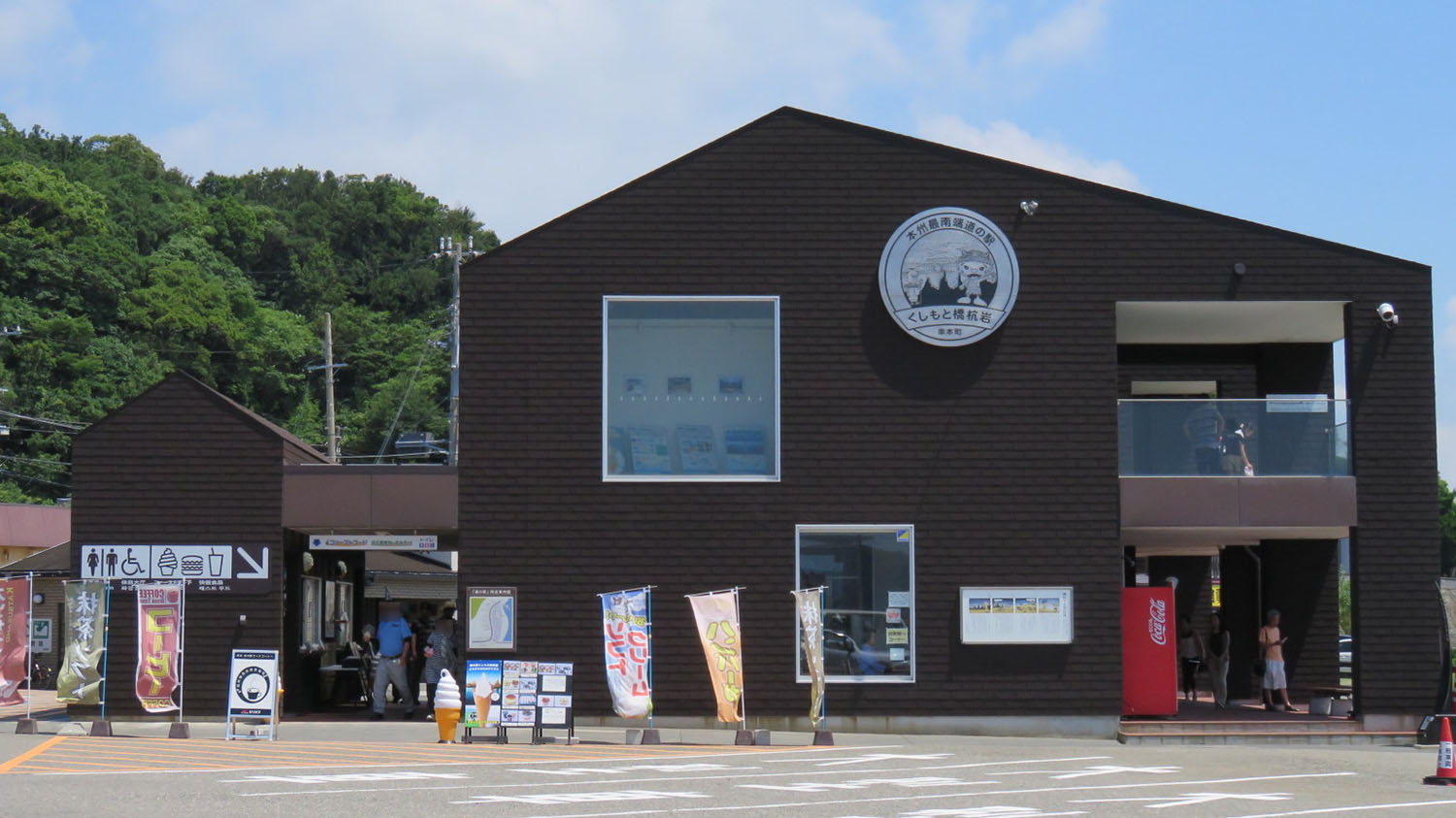
道の駅くしもと橋杭岩

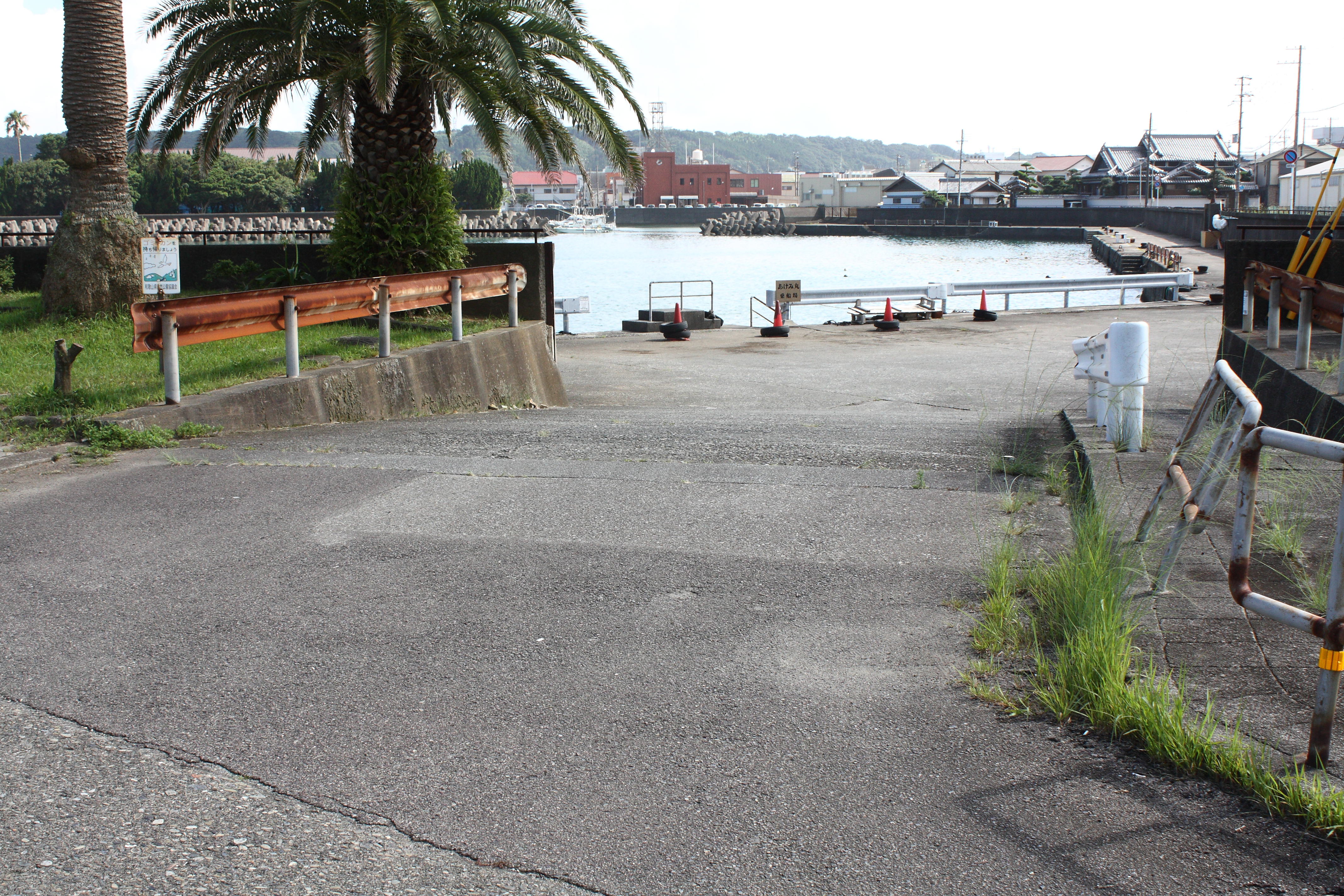
串本港フェリー乗り場跡

### 鉄道
西日本旅客鉄道（JR西日本）
- 紀勢本線（きのくに線）：紀伊田原駅 - 古座駅 - 紀伊姫駅 - 串本駅 - 紀伊有田駅 - 田並駅 - 田子駅 - 和深駅

### バス
- 串本町コミュニティバス

### 道路

#### 高速道路
- 紀勢自動車道
  - すさみ串本道路：（すさみ町）- 串本IC(事業中) - 和深IC(事業中) -（那智勝浦町）

#### 国道
- 国道42号
- 国道371号

#### 県道
主要地方道
- 和歌山県道38号すさみ古座線
- 和歌山県道39号串本古座川線
- 和歌山県道40号樫野串本線
- 和歌山県道41号潮岬周遊線

一般県道
- 和歌山県道227号田原古座線
- 和歌山県道228号高瀬古座停車場線
- 和歌山県道234号長井古座線

### 道の駅
- 道の駅くしもと橋杭岩

## 名所・旧跡・観光スポット

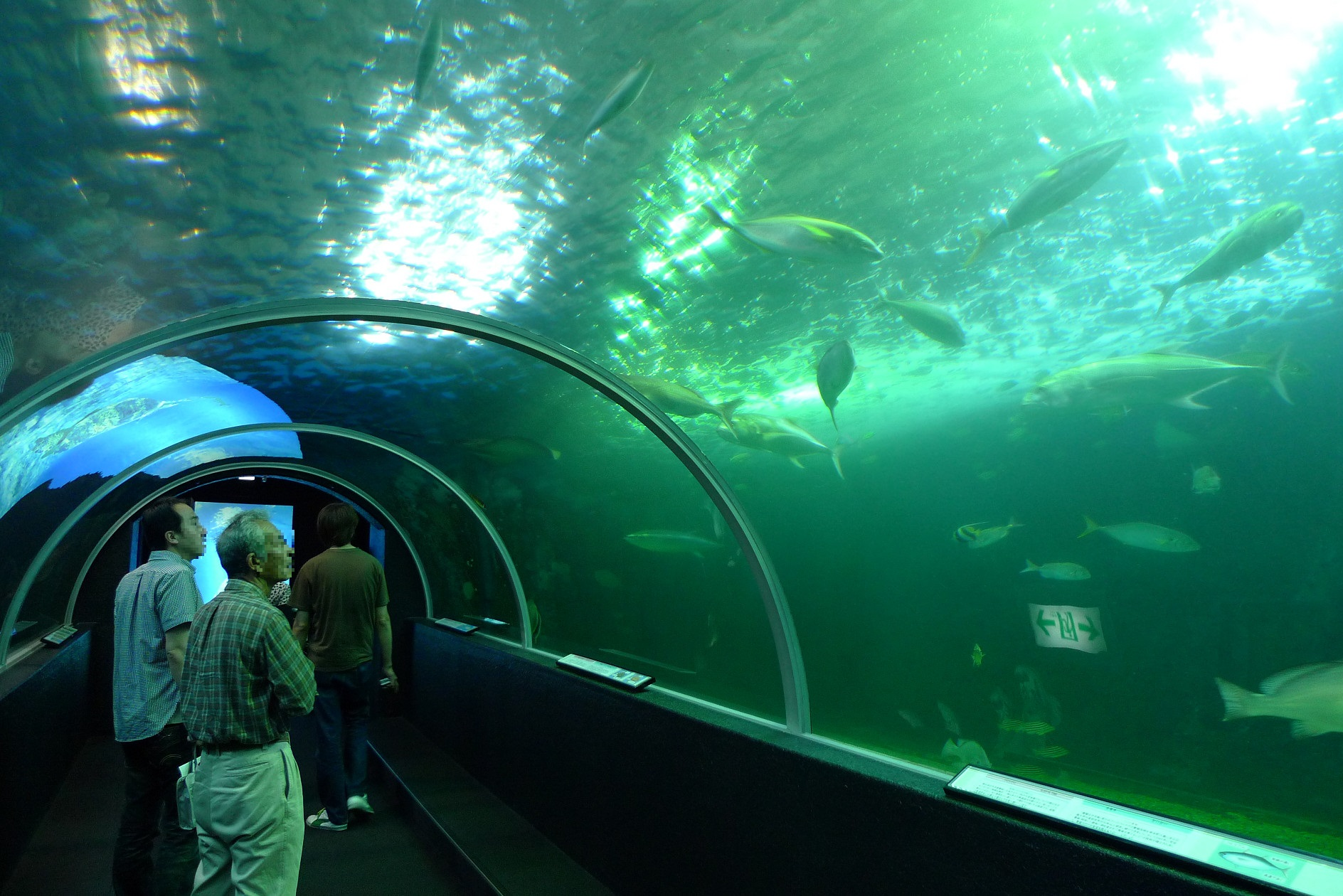
串本マリンパーク

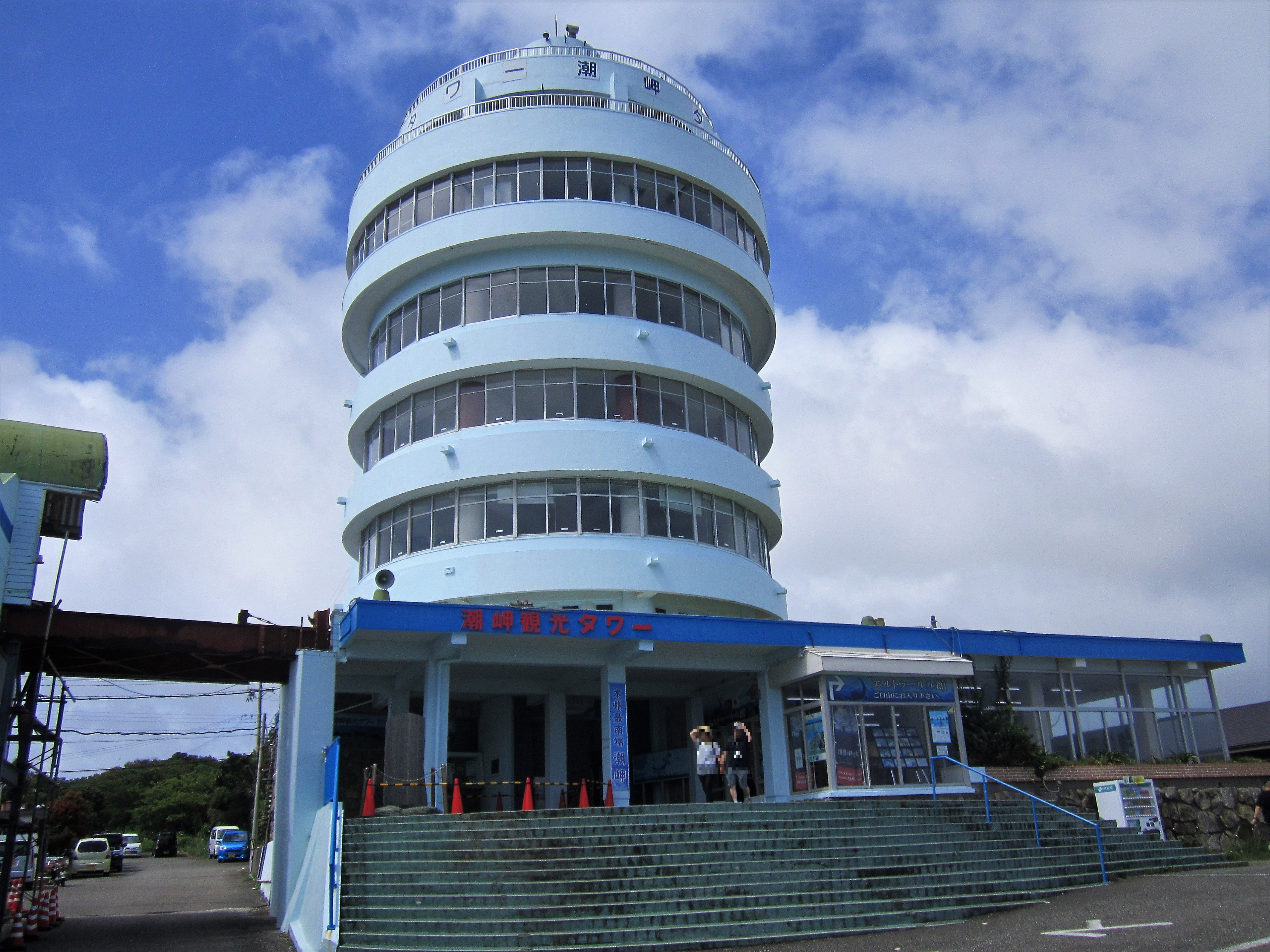
潮岬観光タワー

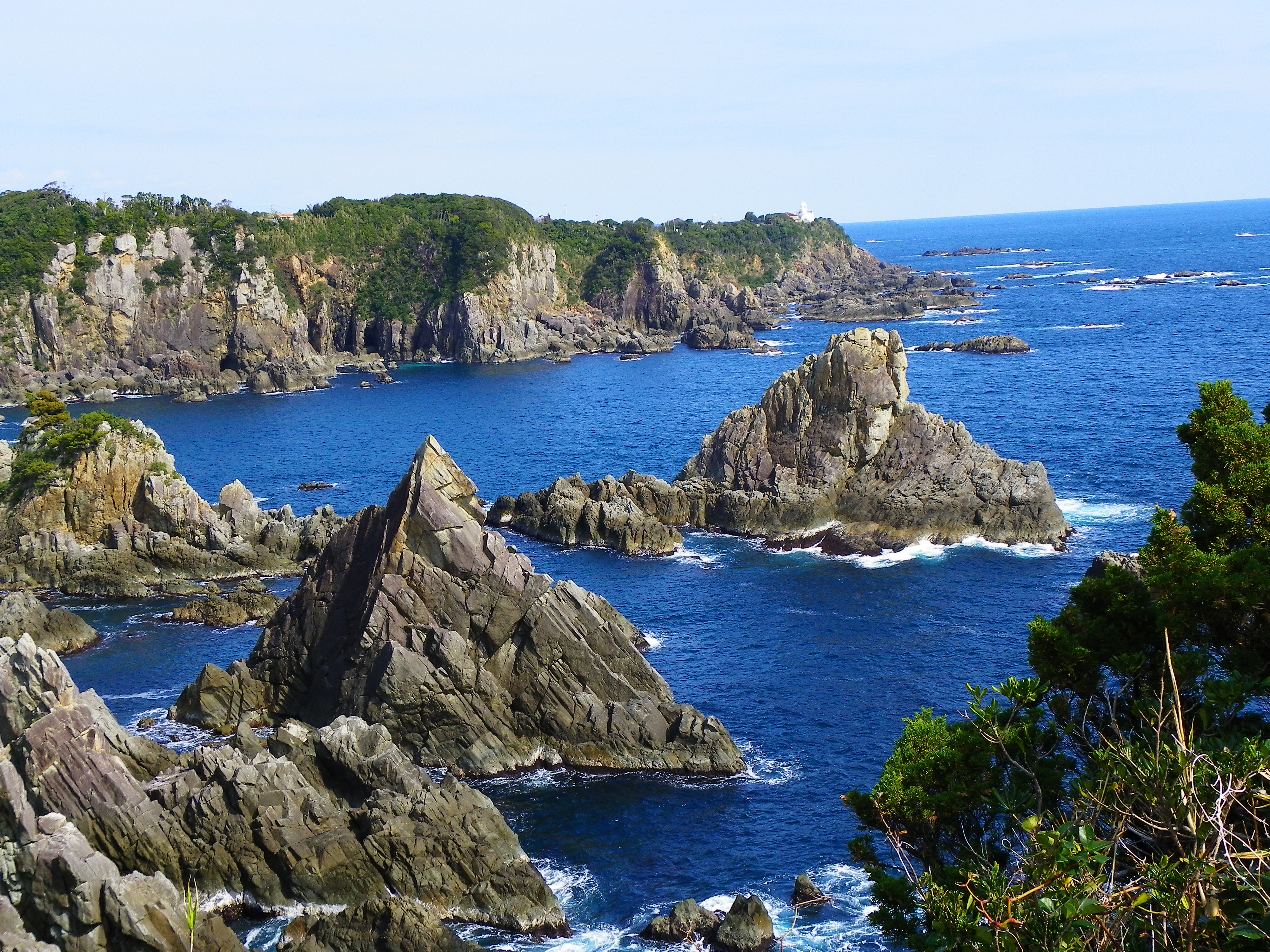
海金剛（紀伊大島）

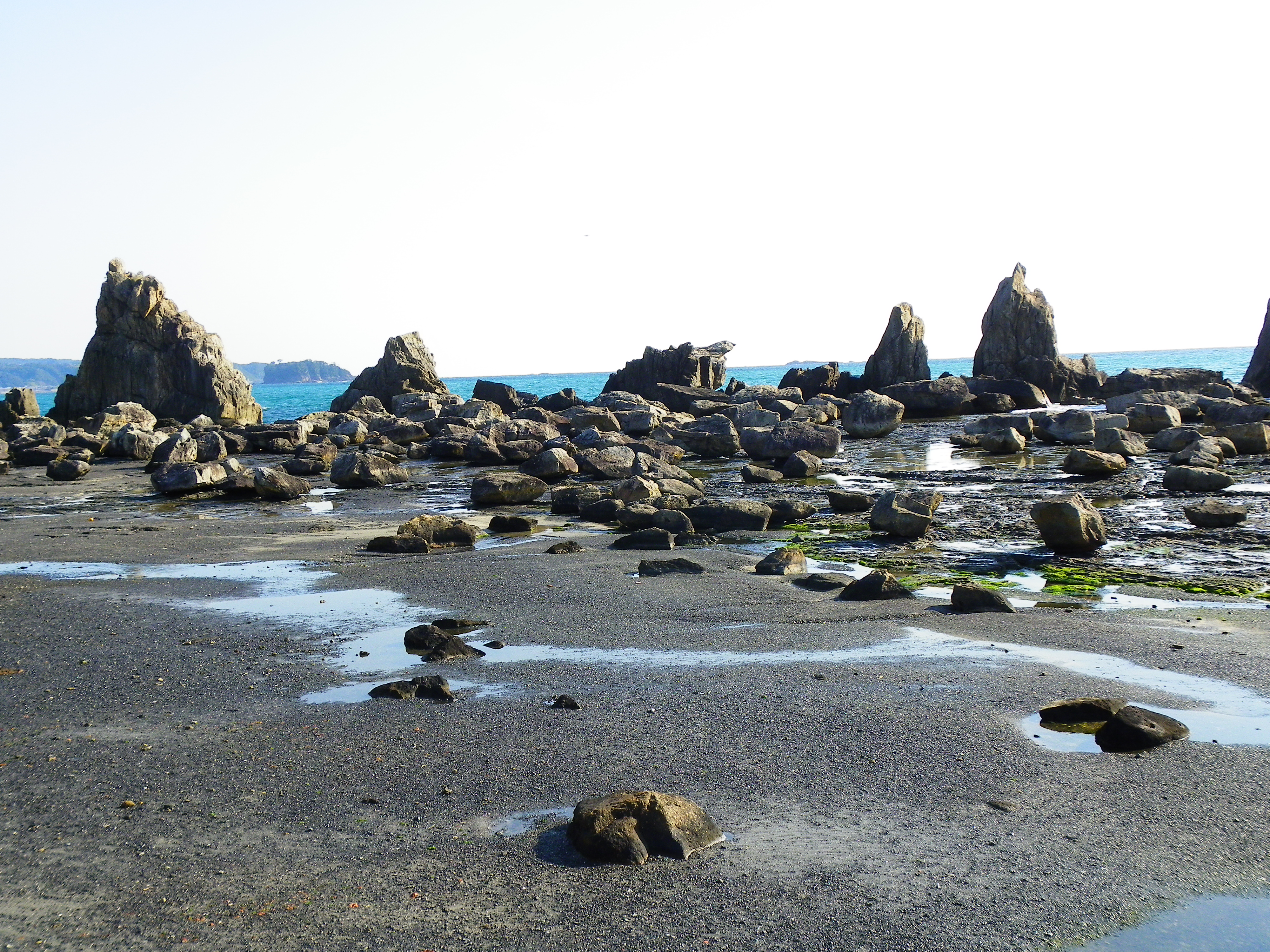
橋杭岩

### 名所・旧跡
- 虎城山城
- 無量寺 - 臨済宗東福寺派の寺院。串本応挙芦雪館がある。
- 樫野埼灯台 - 潮岬灯台と並ぶ日本初の石造灯台。
- 潮岬灯台 - 樫野埼灯台と並ぶ日本初の石造灯台。

### 観光スポット
- 串本海中公園 - ラムサール条約登録[1]
  - 串本マリンパーク
- 潮岬 - 日本の夕陽百選[9]・新日本旅行地100選
  - 潮岬観光タワー
- 橋杭岩 - 国の天然記念物
- 橋杭海水浴場 - 快水浴場百選
- 串本応挙芦雪館
- 古座海岸
- 九龍島と鯛島
- 海底遺跡
- 紀伊大島
  - 海金剛 - 21世紀に残したい日本の自然100選[10]
  - 日米修交記念館
  - トルコ記念館
  - エルトゥールル号遭難慰霊碑
  - 樫野埼灯台
- 旧神田家別邸（稲村亭） - 登録有形文化財。

## 文化・名物

### 祭事・催事
- 磯打ち網漁 - 当町内で行われる伝統漁法のひとつ。
- 串本節 - 当町に伝わる民謡。

## 出身関連著名人
- 浜野徹太郎 - 政治家。
- 小野真次 - 初代和歌山県公選知事。旧田並村出身。
- 村上安吉 - 実業家。写真家。発明家。旧田並村出身。
- 明石家さんま - タレント。旧古座町生まれ。奈良県奈良市で育つ。
- 大川真郎 - 弁護士。日本弁護士連合会事務総長。旧古座町出身。
- 寺田雅彦 - 日本ビクター代表取締役社長・特別顧問。旧古座町出身。
- 岩見よしまさ - お笑いコンビ「飛石連休」。旧古座町出身。
- 東里 - タレント。
- 増巳山豪 - 大相撲力士。
- 木皮成 - 振付師。
- 本田幸大 - 実業家。Enjin創業者。
- 南努 - シンガーソングライター。旧古座町出身。
- 山本瑠香 - タレント。AKB48。